# Salford (Greater Manchester)
Salford is een plaats in het bestuurlijke gebied City of Salford, in het Engelse graafschap Greater Manchester. De plaats telt 72.750 inwoners.

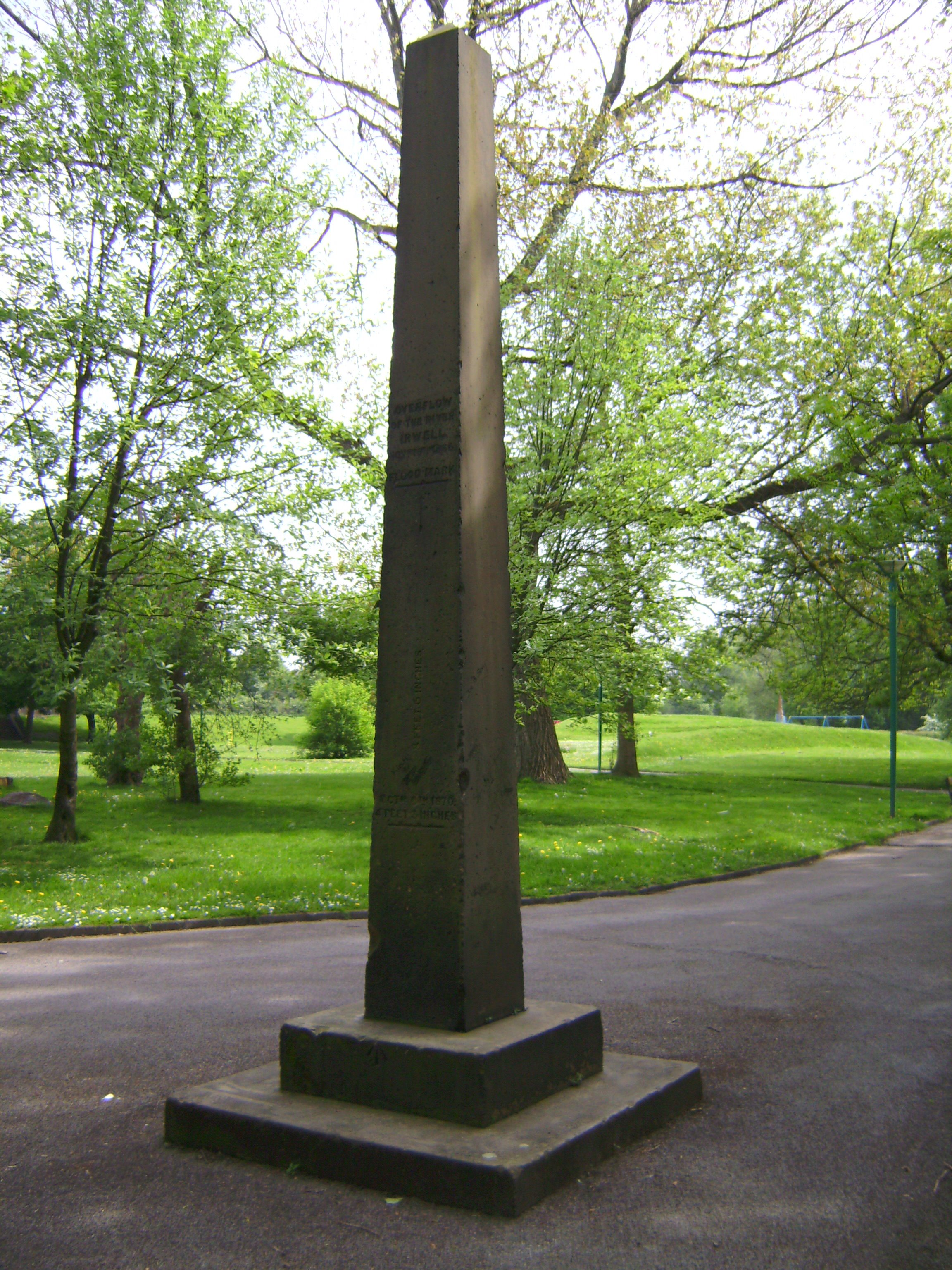
Monument met de vloedlijnen van 1866 en 1870

De naam Salford is afgeleid van het Angel-Saksische Sealhford (=Sallow-tree ford), hetgeen verwijst naar de wilgenbomen die langs de oevers van de rivier de Irwell groeien. 
In de middeleeuwen was Salford cultureel en commercieel gezien een belangrijkere stad dan buurman Manchester. Sinds de industriële revolutie zijn die rollen omgedraaid. Desalniettemin was ook Salford een van de eerste Engelse industriesteden en groeide het sterk door de textielindustrie en na de opening van het Manchester Ship Canal ook als (zee)haven. Na de ineenstorting van die industrieën raakte de stad sterk in verval. Delen van de stad zijn in de afgelopen decennia weer opgeknapt, met als bekendste voorbeeld het voormalig havengebied Salford Quays. Hier is onder andere MediaCityUK gevestigd, met opnamestudio’s en kantoren van de BBC en ITV.
De stad herbergt de University of Salford, die 19.000 studenten telt.

## Trivia
- Karl Marx en Friedrich Engels spendeerden halverwege de negentiende eeuw tijd in Salford, waar ze onderzoek deden naar de Britse arbeidersklasse. In De toestand van de arbeidersklasse in Engeland (1844) omschreef Engels Salford als ‘één grote arbeiderswijk’ en ‘zeer ongezond, vies en vervallen’.
- De folksong Dirty Old Town gaat over Salford. Het is geschreven door Ewan MacColl, die er opgroeide. Hij schreef het als anti-kapitalistisch lied in de context van het verloederde Salford van kort na de Tweede Wereldoorlog.

## Geboren
- James Prescott Joule (1818-1889), natuurkundige
- Alistair Cooke (1908-2004), Brits-Amerikaans journalist
- Ewan MacColl (1915-1989), folkzanger, songwriter, socialist, acteur, dichter, toneelschrijver en platenproducer
- Albert Finney (1936-2019), acteur
- Roy Williams (1937), jazztrombonist
- Allan Clarke (1942), zanger (The Hollies)
- Sam Kelly (1943-2014), acteur
- Robert Powell (1944), acteur
- Graham Gouldman (1946), muzikant, (10cc)
- Tony Wilson (1950-2007), journalist, muziekproducer en tv-presentator
- Peter Hook (1956), basgitarist (Joy Division, New Order)
- Bernard Sumner (1956), gitarist (Joy Division) en zanger (New Order)
- Shaun Ryder (1962), zanger (Happy Mondays)
- Christopher Eccleston (1964), acteur
- Jan Johnston (1968), zangeres
- Paul Scholes (1974), voetballer
- Robert James-Collier (1976), acteur
- Andrew Knott (1979), acteur
- Luke Giverin (1993), voetballer
- James McAtee (2002), voetballer